# 릴린
릴린(lilin) 또는 릴림(lilim)은 유대교의 민간 전승에 등장하는 위험한 존재들이다. 몇몇 전승에 따르면, 릴린은 아담의 첫 번째 아내 릴리트가 죽음의 천사 사마엘과 관계하여 낳은 딸들이라고 한다. 릴린들은 악령이며, 그 역할은 서큐버스와 비슷하다. 이 때문에 남자들은 릴린을 두려워하며, 어머니들은 릴린이 아이들을 유괴해 가기 때문에 릴린을 두려워한다.
아담을 버리고 신에게 대적함으로써 릴리트는 신의 곁으로 돌아오지 않으면 날마다 릴리트의 아이들이 백명씩 죽어갈 것이라고 경고했다. 릴리트는 거부했고, 때문에 백명의 릴린이 날마다 죽는다고 한다.

## 같이 보기
- 대중문화의 릴린